# An Occurrence at Owl Creek Bridge

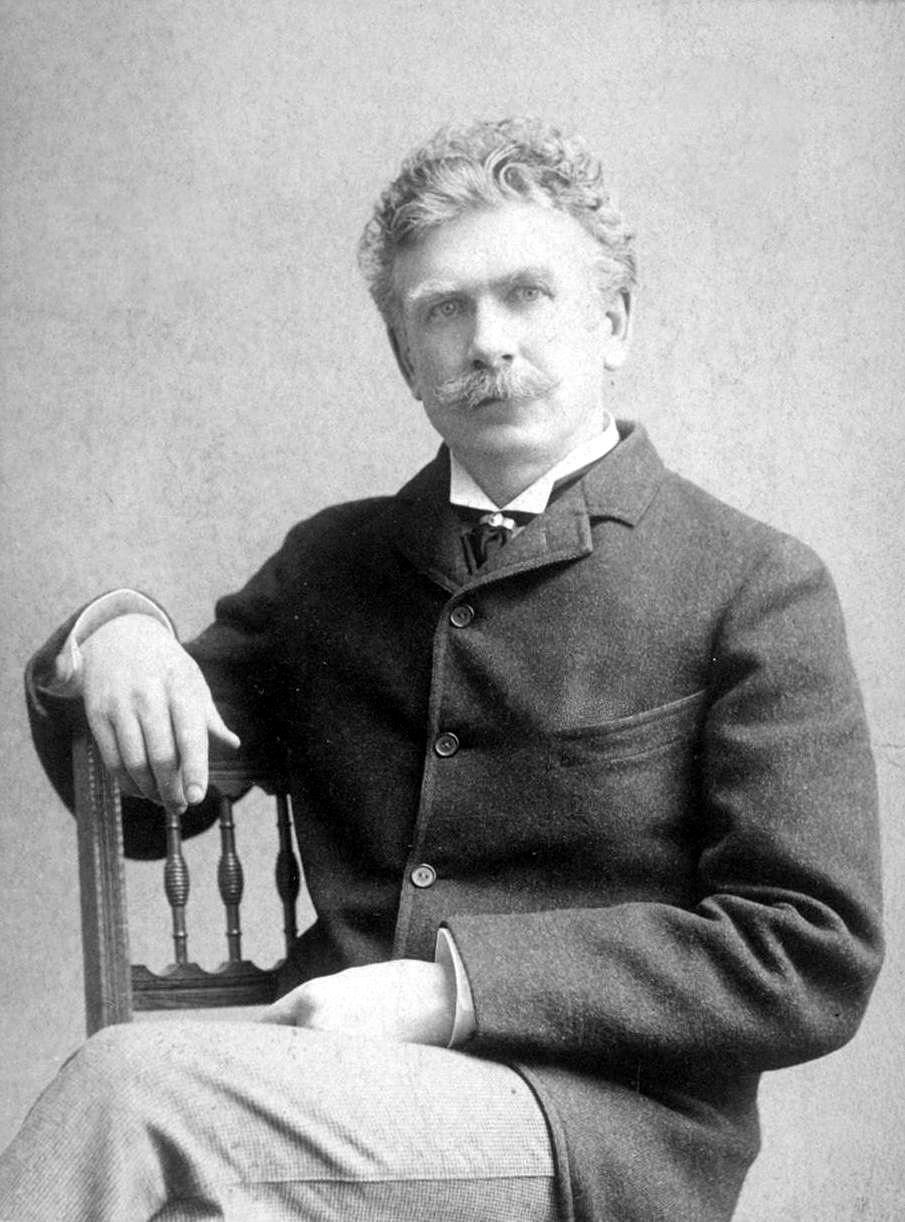
Ambrose Bierce (1892)

An Occurrence at Owl Creek Bridge (deutsche Übersetzung 1965 Zwischenfall auf der Eulenfluß-Brücke von Anneliese Dangel) ist eine Kurzgeschichte von Ambrose Bierce, die erstmals am 13. Juli 1890 in William Randolph Hearsts Tageszeitung San Francisco Examiner veröffentlicht wurde. Sie erschien anschließend in der Sammlung Tales of Soldiers and Civilians 1891 in Amerika und kurz danach in der englischen Ausgabe dieser Anthologie unter dem neutraleren Titel In the Midst of Life.
Die Geschichte bedient sich der Technik des unzuverlässigen Erzählens und schildert die, wie erst am Ende deutlich wird, halluzinatorischen Vorstellungen und die Rettungsvision des Protagonisten im Augenblick seines Sterbens, nachdem er im amerikanischen Bürgerkrieg als vermeintlicher Agent der Konföderierten zum Tode verurteilt worden ist und von einem Kommando der Unionstruppen an der Owl Creek Bridge hingerichtet wird.

## Inhalt

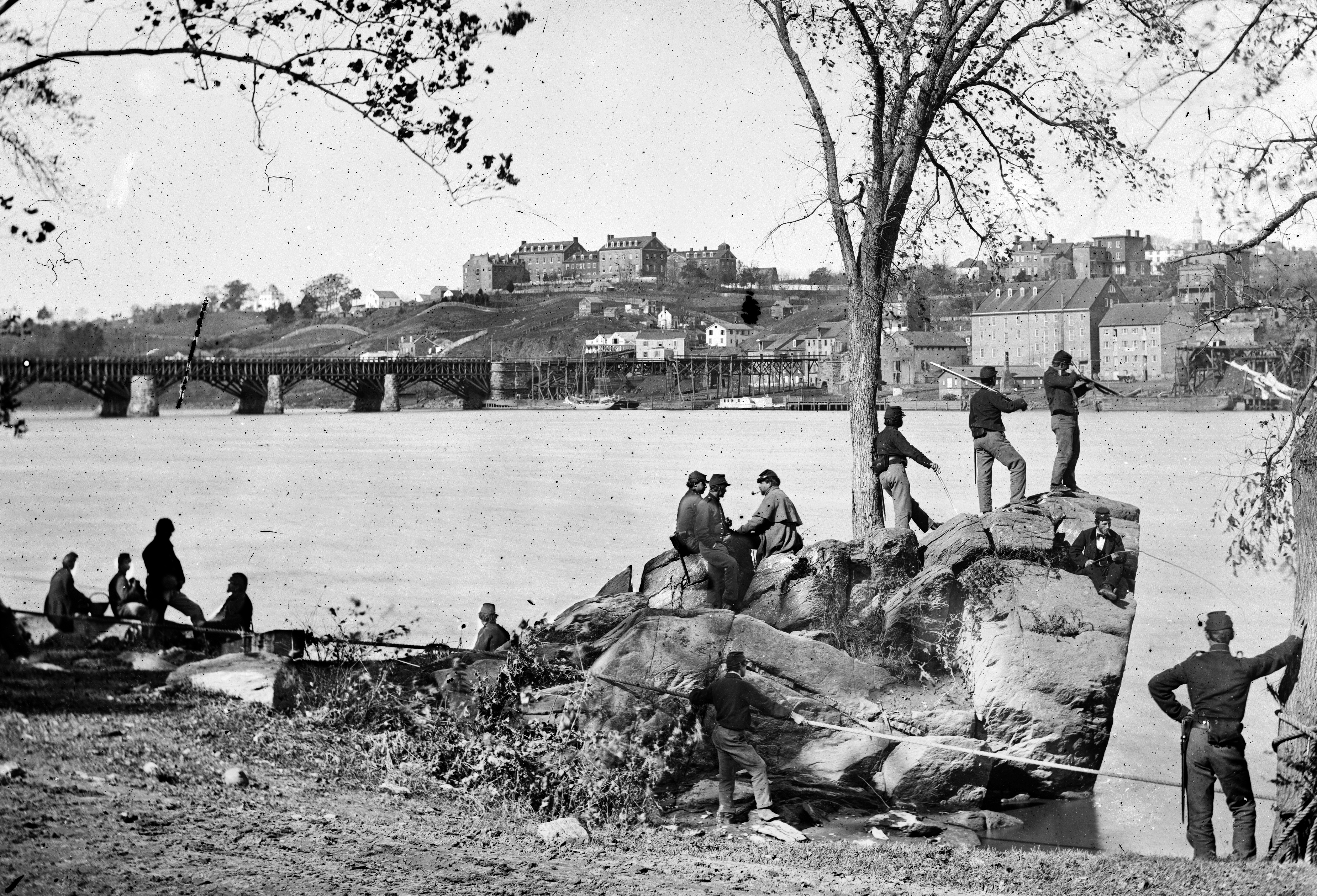
Unionssoldaten am Potomac River 1861

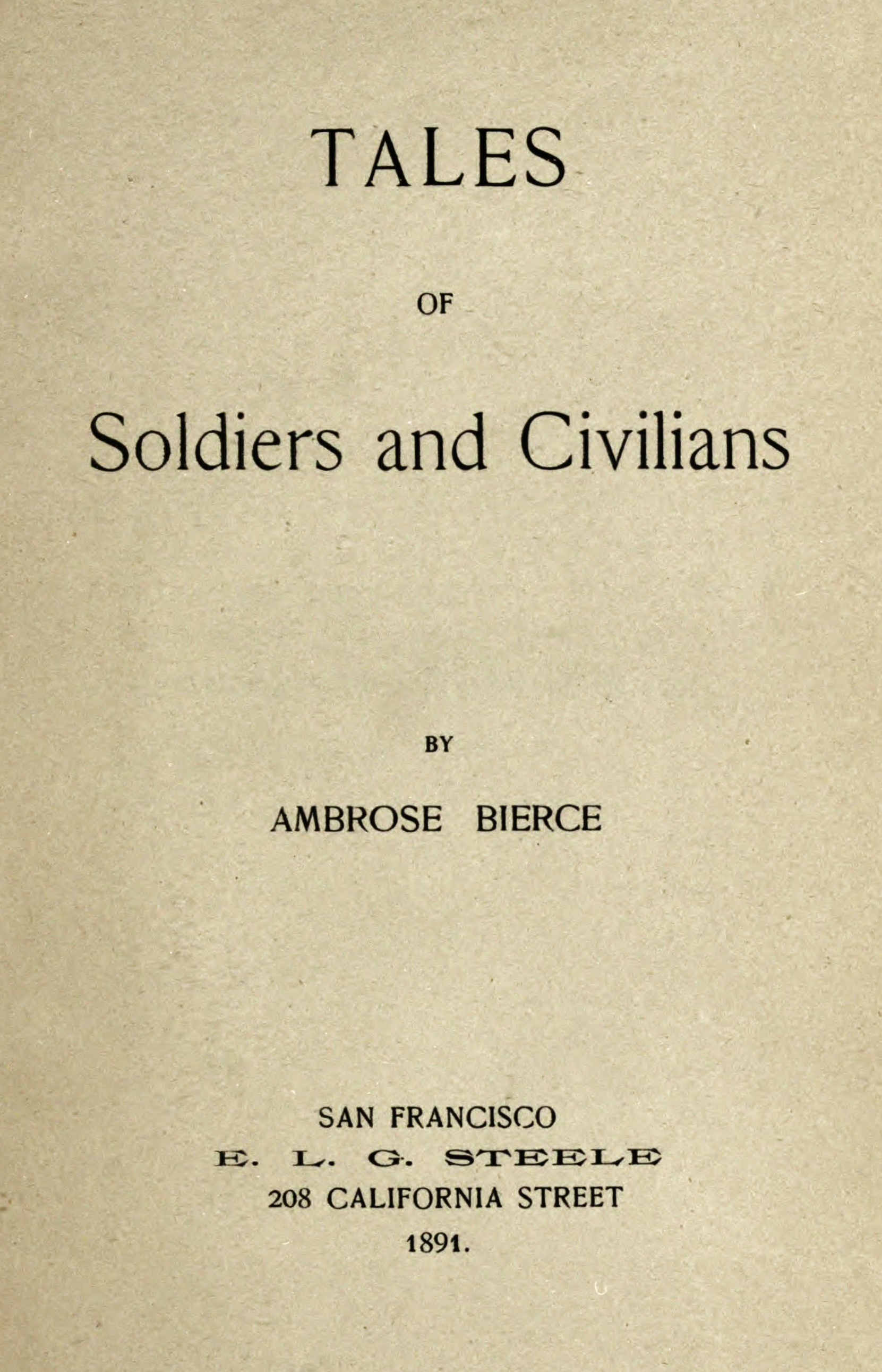
Erstausgabe von Tales of Soldiers and Civilians 1891

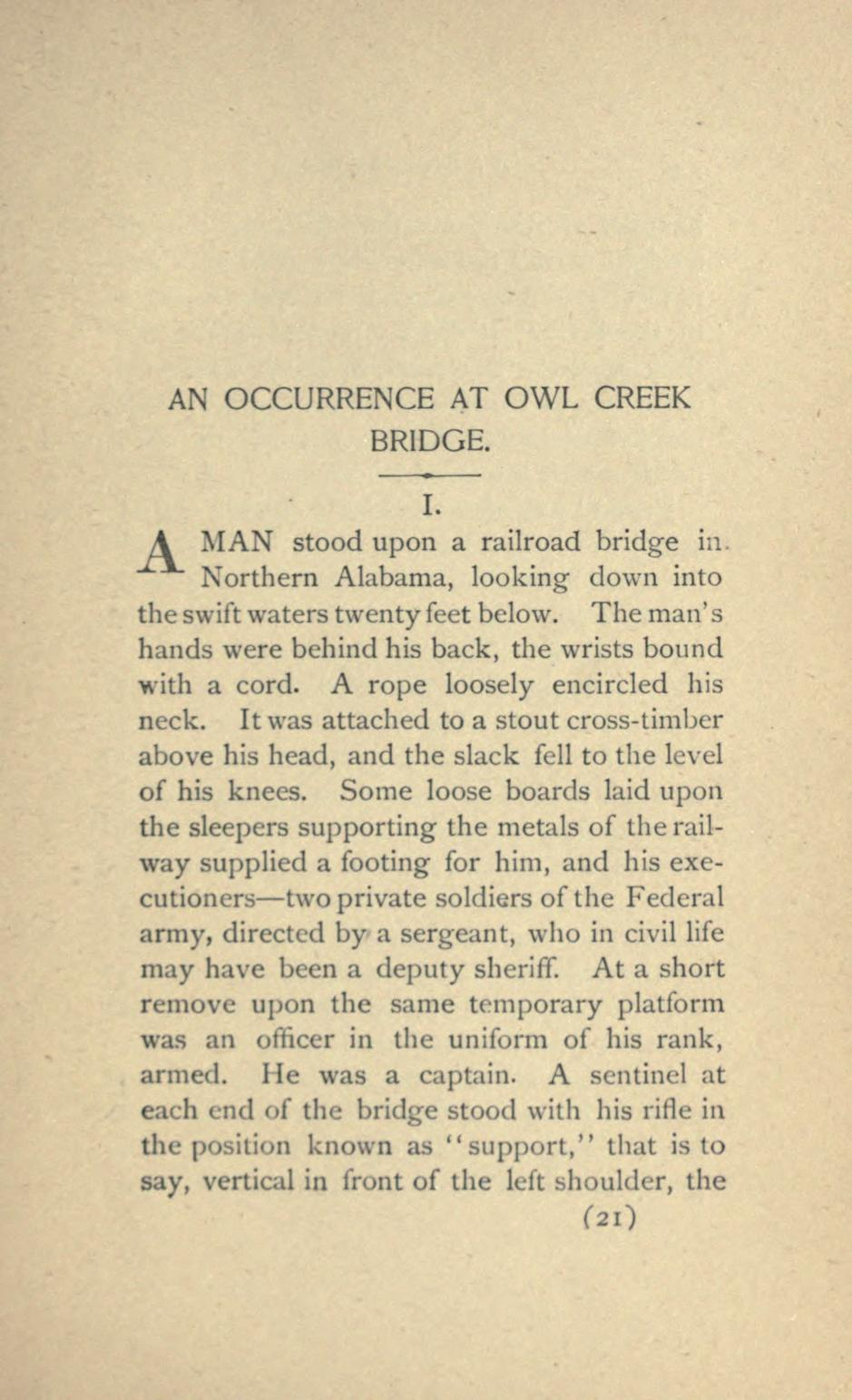
An Occurrence at Owl Creek Bridge, Auszug aus der Erstausgabe 1891

Die äußere Rahmenhandlung dieser Erzählung ist einfach aufgebaut. Ohne eine Exposition werden aus einer unbeteiligten Beobachterperspektive anfangs detailliert die Vorbereitungen geschildert, die ein Kommando der Unionssoldaten zur Exekution eines Zivilisten aus den Südstaaten, des wohlhabenden und hoch angesehenen Plantagenbesitzers und Sklavenhalters Peyton Farquhar aus Alabama, in die Wege geleitet hat. Der Verurteilte steht, die Schlinge um den Hals, auf einer den Owl Creek überspannenden hölzernen Eisenbahnbrücke, die Füße auf einer losen, in den Fluss hineinragenden Schienenschwelle, die unter seinem Körpergewicht herunterstürzen wird, sobald der Unionssoldat zur Seite tritt, der sie mit seinem Gewicht am anderen Ende belastet. Während der Blick Peyton Farquhars von der losen Holzbrücke, auf der er steht, zu einem im Wasser schwimmenden Stück Treibholz schweift, wird in seinen assoziativen Bildern die gesamte Entwicklung zusammengefasst, die zu dieser Hinrichtungssituation geführt hat.
Das Stück Treibholz weist zurück auf das an die hölzernen Brückenpfeiler angeschwemmte Treibholz, das Peyton Farquhar anzünden wollte, um durch die Zerstörung der Brücke den Vormarsch der Unionstruppen aufzuhalten. Dieser in patriotischem Übereifer begründete Sabotageakt wurde durch einen graugekleideten Unionsspion motiviert, der den der Sache der Südstaaten glühend ergebenen Farquhar in der Uniform eines Konföderierten in seinem Haus aufsuchte und ihn durch falsche Informationen über die Bewachung der Brücke zu diesem Unternehmen veranlasste.
Peyton Farquhars auf die Vergangenheit gerichteten Assoziationen erstrecken sich jedoch zugleich auf die Zukunft: Er sieht in dem im Wasser schwimmenden Treibholz die Holzbohle, die im Augenblick des Erhängtwerdens ins Wasser stürzen und so im Fluss treiben wird wie dieses Stück Holz. Und noch eine weitere Assoziation wird von dem im Wasser treibenden Stück Holz ausgelöst: Farquhar sieht auch sich selbst, seinen Körper, im Wasser treiben. Dies wird zum Auslösungsimpuls für seine Rettungshalluzinationen. Wenn er seine Hände freibekäme, könnte er die Schlinge abwerfen und in den Fluss springen. Vor den Kugeln könnte er sich durch Untertauchen schützen. Wenn er kräftig genug schwimmen werde, käme er ans Ufer und könnte durch den Wald auf der anderen Seite fliehen und nach Hause entkommen.
Im dritten Teil der Kurzgeschichte wird diese Vision in eine halluzinatorische Realität umgesetzt. Farquhar gelingt es scheinbar, die Hände freizubekommen und sich schwimmend vor den Kugeln der Soldaten hinter einer Flussbiegung in Sicherheit zu bringen. Er eilt in nahezu 24-stündiger Mühsal durch den Wald am anderen Flussufer nach Hause und sieht, erschöpft, mit wunden Füßen und nahezu verhungert, auf der Schwelle seines Hauses im Lichte der Morgensonne des nächsten Tages seine Frau, wie sie ihm von der Veranda herab entgegenkommt und lächelnd ihre Arme nach ihm ausstreckt.
Als er seiner Frau in die Arme fallen will, fühlt er einen betäubenden Schlag auf den Nacken. Er hört einen explosionsartigen Knall; blendendweißes Licht schießt rings um ihn auf – dann ist alles dunkel und still. Peyton Farquhar ist, wie der Erzähler lakonisch mitteilt, tot; mit gebrochenem Genick schwingt sein Körper unter den Schwellen der Eulenfluß-Brücke.

## Interpretationsansatz
In ihrem äußeren Aufbau besteht An Occurrence at Owl Creek Bridge aus drei voneinander abgegrenzten Teilen. Der erste Abschnitt beginnt in der Erzählgegenwart mit einer ausführlichen Darstellung der Vorbereitungen zur Exekution; dabei ist die Erzählzeit erheblich länger als die erzählte Zeit: auf etwa fünf Seiten wird über wenige Minuten erzählter Zeit berichtet. Es folgt auf etwa drei Seiten eine Rückblende, in der die Voraussetzungen für das Gegenwartsgeschehen aufgezeigt werden. Der dritte Abschnitt beginnt wiederum in der Erzählgegenwart, die Hinrichtung wird vollzogen.
In den wenigen Augenblicken bis zu seinem Tode durchlebt Farquhar den Wunschtraum einer überraschenden Rettung und tollkühnen Flucht. Die Schilderung, die aus dem Blickwinkel Farquhars wiedergegeben wird, umfasst eine erzählte Zeit von etwa 24 Stunden, während tatsächlich nur wenige Sekunden verstreichen. Zwischen der zeitlich-räumlichen und der subjektiven psychischen Perspektive zeigt sich eine nicht auflösbare Diskrepanz; am Ende erhält der Leser nur die knappe Mitteilung, dass die Exekution vollzogen ist.
Die Einführungsszene ist als sachlich-unbeteiligter Augenzeugenbericht gestaltet; der Erzähler nennt weder den Namen des Verurteilten noch die Gründe für seine Hinrichtung; ebenso werden der Ort und die Zeit der Exekution zunächst nicht näher erläutert. Erst im weiteren Verlauf der Geschichte wendet sich der Erzähler dem Verurteilten zu. Seine Schilderung des Mannes ist dabei so positiv, dass leserpsychologisch die Grundlage für Sympathie und Einfühlung in die Gedanken, Vorstellungen und Illusionen Farquhars vorbereitet werden: „Seine Augen waren groß und dunkelgrau. Ihrem freundlichen Ausdruck nach hätte man sie nicht bei einem Manne vermutet, um dessen Hals die Schlinge lag. Offenbar war der Mann kein gewöhnlicher Mörder.“ Diese Bemerkung leitet über zu einem ironischen Kommentar des Erzählers, in dem dieser dem Leser die Sinnlosigkeit der Hinrichtung verdeutlicht: „Das großzügige Militärgesetz hat eben Vorsorge getroffen, dass vielerlei Arten von Menschen gehängt werden können. Gentlemen nicht ausgenommen.“ (S. 11)
Wie Rainer Schöwerling in seiner Analyse der Kurzgeschichte aufzeigt, wird die Darstellung „der letzten Vorbereitungen der Henker unterbrochen durch die Verwendung futurischer Konjunktivformen, die den weiteren Verlauf der Handlung gleichsam in der Schwebe halten und so Spannung schaffen.“ Dementsprechend heißt es in der Kurzgeschichte: „Auf ein Zeichen des Offiziers würde er [der Sergeant] zur Seite treten, die Planke würde kippen und der Verurteilte zwischen zwei Schwellen hängen“ (S. 19). Damit endet der Augenzeugenbericht; in deutlichem Kontrast dazu werden im Folgenden nur Gedanken, Gefühle und Sinneseindrücke des Mannes geschildert. Die Erzählung gibt das Geschehen nun aus seiner Sicht wieder; doch die Wahrnehmungen Peyton Farquhars stimmen nicht mit der eingangs beschriebenen Realität überein. Während der Fluss unter seinen Füßen in Wirklichkeit schnell fließt „Er [...] ließ den Blick zum strudelnden Wasser des Stromes schweifen, der unter seinen Füßen ungebärdig dahinjagte“ (S. 19), ist seine subjektive Wahrnehmung dem völlig entgegengesetzt: „Wie langsam es [das Treibholz] sich zu bewegen schien! Welch träger Fluß [sic]!“ (S. 19)
Der Leser erhält in dieser Passage den ersten Hinweis darauf, dass objektiver Zeitverlauf und subjektives Zeitempfinden auseinanderklaffen. Gleich darauf vernimmt der Verurteilte ein fremdes, unheimliches Geräusch, das ihm wie das Läuten einer Totenglocke vorkommt: „[...] ein scharfer, metallischer Schlag erklang, so hell wie der Schmiedehammer auf dem Amboß. Der Mann überlegt, was das wohl sein könnte, ob es in der Nähe sei oder unendlich weit weg - beides schien möglich. Der Laut ertönte regelmäßig [...] wie das Läuten einer Totenglocke.“ (S. 20) Die Abstände zwischen den Geräuschen werden immer länger: „Der Mann erwartete jeden Schlag mit Ungeduld und einer ihm selbst unerklärlichen Furcht. Die Intervalle zwischen den Schlägen wurden allmählich länger [...]. Was er hörte, war das Ticken seiner Uhr.“ (S. 20).
Im subjektiven Zeitempfinden des Mannes werden Sekunden zu Minuten; der Leser wird hier auf die extreme Zeitdehnung im dritten Teil der Kurzgeschichte vorbereitet.
Peyton Farquhar schießen Gedanken an Flucht und Rettung durch den Kopf; die Modalitäten der Fluchtillusion werden hier vorhergedacht: „Wenn ich meine Hände freibekäme, könnte ich die Schlinge abwerfen und in den Fluß [sic] springen. Wenn ich kräftig schwimme, käme ich ans Ufer. Dann könnte ich im Wald verschwinden und nach Hause entkommen. Mein Haus liegt, Gott sei Dank, noch außerhalb ihres Bereichs.“ (S. 20).
Die Schilderung der Überlegungen Peyton Farquhars werden immer wieder durch die Sichtweise des distanzierten Berichterstatters unterbrochen, der hervorhebt, dass die Pläne und Gedanken des Mannes kaum der Vernunft entspringen: „Die Gedanken, die hier in Worte gefasst wurden, dachte der Verurteilte eigentlich nicht, sie zuckten durch seinen Sinn.“ (S. 20) Damit wird der wenig realistische Gehalt dieser Vorstellungen betont, die „gleichsam aus dem Unterbewußten kommen, diktiert vom Selbsterhaltungstrieb.“ Im unmittelbaren Anschluss wird dann mit dem letzten Satz dieses Abschnitts der Vollzug der Hinrichtung angedeutet: „Unterdessen nickte der Hauptmann dem Sergeanten zu. Dieser trat beiseite.“ (S. 20)
Auf dem Höhepunkt der Spannung wird die Schilderung der Gegenwartsereignisse durch eine Rückblende unterbrochen, in der die Ursachen und Hintergründe des Geschehens entfaltet werden. Diese Rückblende dient ebenfalls dazu, eine Art psychologischer Motivation für die nachfolgende Fluchtillusion Farquhars aufzubauen.
Ironischerweise berichtet der Erzähler, dass Farquhar aus „Umständen höherer Art“ (S. 21), d. h. aus zwingenden Gründen nicht in die Armee der Konföderierten eintreten konnte, obwohl er mit aller Kraft die Sache des Südens zu vertreten suchte. Seine Empfindungen sind hier diejenigen „eines verhinderten Kriegshelden“, wie Schöwerling in seiner Deutung ausführt. „Nur zu gerne hätte er das freiere Leben eines Soldaten geführt und Gelegenheit zur Auszeichnung gehabt. […] Er war überzeugt, daß [sic] diese Gelegenheit, wie immer in Kriegszeiten, kommen würde.“ (S. 21)
Noch im Augenblick des Todes flüchtet Farquhar in seiner Innensicht aus der Realität des Krieges in die Illusion einer ruhmreichen Heldentat und fällt bereits an dieser Stelle einer völligen Realitäts- und Sinnesstörung zum Opfer. Die Rückblende, in der Farquhar sich erinnert, wie er mit seinem Gast die Einzelheiten des Anschlags erörterte, endet schockhaft; in Form einer Pointe erfährt der Leser, dass der vermeintliche Soldat der Konföderierten in Wirklichkeit ein Späher (scout) der gegnerischen Unionstruppen war. Wie Manfred Durzak in seiner Deutung von An Occurrence at Owl Creek Bridge schreibt, unterstreicht diese Passage der Geschichte „die Widersprüchlichkeit einer Kriegssituation, die mit patriotischen Rechtfertigungslügen überdeckt worden ist“, da der „aus naivem Patriotismus in die Maschinerie des Krieges geratene Farquhar als Spion gehängt wird, während der eigentliche Spion von der Logik des Krieges gerechtfertigt wird und vermutlich noch den Besitz Farquhars später für sich reklamieren kann“.
Farquhars Vorhaben ist von vornherein sinnlos und zum Scheitern verurteilt; seine Heldentat besteht im Erhängtwerden. Die Wirklichkeit des Krieges sieht völlig anders aus als das falsche Idealbild, das Farquhar sich gemacht hat.
In der Schilderung der Flucht- und Rettungshalluzination im letzten Teil der Geschichte gibt der Erzähler vorwiegend Sinneseindrücke wieder, auf die Farquhar mit einem gleichsam „surrealen Wahrnehmungsvermögen“ reagiert:„Er war nun völlig seiner Sinne mächtig. Sie waren sogar übernatürlich klar und wach, ja durch die schreckliche Störung seines Lebenssystems so geschärft und verfeinert, daß [sic] sie Dinge wahrnahmen, die sie früher nicht wahrgenommen hatten.“ (S. 25) Er fühlt das Anschlagen der kräuselnden Wellen an seinem Gesicht, sieht das Geäder in den Blättern der Bäume in dem Wald am Flussufer und hört den Gesang der Mücken über den Wasserstrudeln sowie das Klirren der Libellenflügel. Des Weiteren nimmt er die schillernden Körper der Insekten und die Regenbogenfarben der Tautropfen wahr, die auf den Grashalmen funkeln. (S. 25) Die Beschreibung des Waldes ist dabei als „typische Zauber- und Initiationsszenerie“ angelegt; darauf wird u. a. auch durch das „blinde Motiv der unbegreiflichen Geräusche“ hingedeutet:„Als Farquhar in dieser Waldschneise nach oben sah, blitzten über ihm große goldene Sterne, die ihm unbekannt waren und in seltsamen Konstellationen standen. Er war überzeugt, daß [sic] sie nach einem Plan angeordnet waren, der insgeheim Unheil bedeutete. Auf beiden Seiten der Straße drangen vereinzelt Laute aus dem Wald. Darunter hörte er einmal, dann wieder und wieder Flüstern in einer fremden Sprache.“ (S. 29)
Betont der Erzähler anfangs noch den Scheincharakter des Erlebens in Farquhars Bewusstsein durch die häufige Verwendung der Verben „erscheinen“ bzw. „scheinen“, so wird im Weiteren zunehmend für den Protagonisten wie auch den Leser die Illusion einer realen Flucht erzeugt. Erst gegen Ende der Geschichte werden Farquhars Sinneseindrücke in wachsendem Maße doppeldeutig und bedrohlich; er empfindet Durst und Schmerzen, sein Hals ist schrecklich geschwollen und er spürt plötzlich den Boden unter seinen Füßen nicht mehr. (S. 29f.)
Laut Manfred Durzak zeigt sich vor allem in diesem Teil der Short Story „die innovative literarische Kraft Bierces“, denn „jeder Augenblicksgedanke, der kurz vor dem Exekutionskommando Farquhars Bewußtsein [sic] durchblitzt [...] wird im dritten Teil in eine halluzinatorische Realität umgesetzt.“ Es gelingt Farquhar scheinbar, seine Rettungsvorstellungen in die Tat umzusetzen; die Wirklichkeit des Krieges erscheint ausgelöscht durch eine in den Worten von Durzak „paradiesische Gegenwirklichkeit, die sich in der Schönheit der Natur und in der Schönheit der Frau zu erkennen gibt.“ So beschreibt der Erzähler Farquahars Wahrnehmung während seiner Rettungsillusion, als er glaubt, das andere Ufer des Flusses erreicht zu haben, folgendermaßen: „Diamanten, Rubine, Smaragde - ihm fiel nichts Schönes ein, dem dieser Sand nicht glich. Die Bäume am Ufer waren riesige Gartengewächse, er fand, daß [sic] sie in wohlbedachter Ordnung standen, und sog den Duft ihrer Blüten ein. Ein seltsam rötliches Licht glänzte zwischen den Stämmen. Der Wind spielte in den Zweigen wie auf Äolsharfen. [...] Frisch, kühl und reizend anzuschauen, kommt ihm seine Frau von der Veranda herab entgegen [...], ein Lächeln unendlichen Glücks auf den Lippen.“ (S. 28 und 30)
In dem Augenblick der Umarmung löst sich Farquhars Bewusstsein in einer Woge von Licht auf. „Die Rettungsvision und die Utopie einer Gegenwirklichkeit werden durch den Schlußsatz [sic] des Erzählers, der den am Strick über den Fluß pendelnden Körper des Toten beschreibt, zur halluzinatorischen Hoffnung in jenem Bruchteil von Zeit erklärt, als die Schlinge sich zum Erstickungstod zusammenzog.“
Für Durzak liegt die Wirkungsintensität dieser Kurzgeschichte von Bierce nicht nur darin, dass er den Krieg in seiner ganzen chaotischen Sinnlosigkeit demaskiert, sondern auch, dass er Bewußtseinsvorgänge jenseits aller Psychologisierung mit einer bedeutsamen Konkretheit und Wirklichkeitsdichte in der Konzentration auf den kurzen Moment des Todes beschreibt.

## Kritik
Während „Bitter Bierce“ und sein sozialkritischer Journalismus zu seinen Lebzeiten allgemein bekannt oder besser berüchtigt waren, fand An Occurrence at Owl Creek Bridge ebenso wie seine anderen in der Sammlung Tales of Soldiers and Civilians veröffentlichten Erzählungen nur wenig Anklang bei seinen Zeitgenossen. Bierce wandte sich daher wieder verstärkt dem Journalismus zu.
In der literarischen Kritik wurde An Occurrence at Owl Creek Bridge und Bierce allgemein über lange Zeit wenig Aufmerksamkeit geschenkt, obwohl einige seiner besten Kurzgeschichten in allen gängigen Anthologien abgedruckt sind. In der Literaturgeschichte wurde ebenso längere Zeit nur seine Abhängigkeit von Edgar Allan Poe und sein Pessimismus gesehen; eine eingehendere Auseinandersetzung mit seiner Kurzprosa fand bis zum Ausbruch des Ersten Weltkriegs nicht statt. Der künstlerische Wert von An Occurrence at Owl Creek Bridge wurde erst seit dem Ersten Weltkrieg in der Literaturwissenschaft und Kritik nach und nach anerkannt; nach dem Zweiten Weltkrieg erlebte die Kurzprosa Bierces jedoch gleichsam eine Art von Renaissance.

## Wirkungsgeschichte
Nach Manfred Durzak schuf Ambrose Bierce mit An Occurrence at Owl Creek Bridge nicht nur den „Prototyp einer Short Story, die eine Bedeutungstotalität in einem winzigen Erkenntnismoment entfaltet“, sondern bewies auch in der „Gestaltung der schockhaft unpersönlichen, rational nicht zu erklärenden Zerstörungsgewalt des Krieges [eine] prophetische Hellsichtigkeit, die auf die Schlachtfelder des Ersten und Zweiten Weltkrieges vorausdeutet.“ Die besondere Erzählhaltung, „die objektivierende Haltung eines sich gleichsam für die Wirklichkeit engagierenden Erzählers“, der aus einer Augenzeugenhaltung heraus das Geschehen nicht nur neutral wiedergibt, sondern auch wertend kommentiert, sowie „die souverän eingesetzte Figurenperspektive, die die objektive chronologische Zeit durch die subjektive Erfahrungszeit des Protagonisten ersetzt“ und so einen schockhaften wie auch faszinierenden Blick des Grauens darbietet, waren laut Durzak für die Short Story in der Folgezeit „richtungsweisend“; das Grauen wird nicht mehr in „ein vorgefasstes System von Wirklichkeit“ eingebunden: der Leser wird selbst zu wertender Anteilnahme angeregt.
Ambrose Bierce setzte sich selber mit der Poetik der Short Story in enger Anlehnung an Edgar Allan Poes Die Philosophie der Komposition auseinander und stellte ausdrücklich deren künstlerische Überlegenheit gegenüber dem Roman heraus. In der Short Story komme es ausschließlich auf die Konzentration und Imaginationsstimulierung des Lesers an, nicht jedoch auf die in die Länge gezogene reportagenartige Darbietung von Wirklichkeitszusammenhängen wie im Roman.
Der ostdeutsche Schriftsteller Stephan Hermlin sieht Bierce in der großen Erzähllinie von Edgar Allan Poe, Nathaniel Hawthorne, Herman Melville und Stephen Crane als den, wie er schreibt, „Chronist[en] einer neuen Apokalypse“. Was Hermlin an An Occurrence at Owl Creek Bridge hervorhebt, ist insbesondere „die Präzision einer reporterhaften Schreibweise“, die an der Oberfläche der Außenwelt orientiert zu sein scheint, aber diese Wirklichkeit so ins Bild setzt, dass eine neue Sichtweise der Realität entsteht. Hermlin betont vor allem Bierces „Lakonismus, die Akribie, mit der er visuelle und akustische Akzente setzt.“ Was Bierce selber in seinen theoretischen Ausführungen mit dem Begriff der Imagination umschreibt, bezeichnet für ihn demgemäß „den Prozess der Entdeckung einer inneren Zeitdimension, der subjektiven Bewußtseinserfahrung der äußeren Realität, wobei objektiv verlaufende und subjektiv empfundene Zeit sich überlagern.“ Hermlin verweist auf eine weitere Besonderheit von An Occurrence at Owl Creek Bridge: der Irritationsschub für den Leser, der dadurch entsteht, dass dieser zur Identifikation mit der Figurenperspektive angeregt wird, dann aber am Ende durch den harten und grausamen Einbruch der Außenwelt aufgeschreckt und verunsichert wird. Dieses für Bierce charakteristischerweise überraschende Ende sieht auch Martin Schulze und spricht von einem „Fabelsturz (snap of the fable)“. Schulze zufolge hebt dieser „Kunstgriff […] den bereits im Verlauf der Handlung erzeugten Schrecken für einen Augenblick auf und führt den Leser auf einen dem ursprünglichen Pfad entgegengesetzten Weg, um schließlich die schon vorher angedeutete Grausamkeit des Schicksals mit doppelter Wucht auf Charakter und Leser niedergehen zu lassen.“
Hermlin kommt in seiner Auseinandersetzung mit An Occurrence at Owl Creek Bridge zu dem Fazit: „Er [Bierce] hat um psychologische und artistische Dinge gewußt, die zu seiner Zeit noch nicht erkannt worden waren“. Er übernahm selber das Modell dieser Kurzgeschichte von Bierce unmittelbar in seiner Erzählung Der Leutnant York von Wartenburg. Hier steht laut Durzak eine dem gescheiterten Unternehmen des am 20. Juli 1944 folgende Hinrichtungssituation im Zentrum. Im Augenblick des Vollzugs blitzt im Bewusstsein des Protagonisten ebenso wie in An Occurrence at Owl Creek Bridge „die Vision einer Befreiung und Rettung als Gegenwirklichkeit auf, die in einer Lichterexplosion erlischt“, als der Protagonist im Wagen aus einer Kurve geschleudert wird, unterwegs nach Deutschland, wo ein großer revolutionärer Aufstand im Begriff ist, die Macht Hitlers und der Nationalsozialisten zu brechen.
In seiner Analyse von An Occurrence at Owl Creek Bridge führt Durzak weiterhin aus, dass Bierce in seiner Erzählung die späteren Stilabsichten von Ernest Hemingway vorwegnehme.
An Occurrence at Owl Creek Bridge gilt vor allem als Vorläufer für den Aufbau von Hemingways Erzählung The Snows of Kilimanjaro, die im August 1936 im Esquire erstveröffentlicht wurde und erzähltechnisch zu seinen besten Werken gerechnet wird. Wie die Kurzgeschichte von Bierce handelt die Hemingwaysche Erzählung gleichfalls von einem Mann, der dem Tode nahe seine Rettung in der Einbildung so realistisch und lebendig erlebt, dass für den Leser der Eindruck erzeugt wird, sie habe tatsächlich stattgefunden. Auch Hemingways Kurzgeschichte beginnt mit der Situation des herannahenden Todes, blendet dann zurück, um zu schildern, wie es so weit kam, und greift dann vor zu der eingebildeten Rettung, um schließlich schockartig mit der objektiven Feststellung des real eingetretenen Todes zu enden.
Auch in der deutschsprachigen phantastischen Literatur sind Geschichten mit ähnlicher Struktur und vergleichbarem Aufbau zu finden, so insbesondere bei Leo Perutz (Zwischen neun und neun) und Alexander Lernet-Holenia, dessen Novelle Der Baron Bagge (1936) im Ersten Weltkrieg spielt und deutliche Anklänge an Owl Creek Bridge enthält: Beide Geschichten handeln von einem Kriegsteilnehmer und seiner scheinbaren Heimkehr; auch das Symbol der Brücke als Scheidepunkt zwischen Leben und Tod ist beiden gemeinsam. Im Gegensatz zu Peyton Farquhar überlebt Baron Bagge jedoch und kann selbst von seinen Traumerlebnissen im „Zwischenreich“ berichten.
Durzak verweist ferner auf die Bedeutung von An Occurrence at Owl Creek Bridge für das literarische Werk des deutschen Nachkriegsschriftstellers Wolfgang Weyrauch. Nach Durzak ist Weihrauchs Versuch, in verschiedenen Texten, angefangen von Die Minute des Negers (1953), die Zeit im Todesaugenblick des Protagonisten erzähltechnisch „zu atomisieren“, „ohne die Simultaneitätsgestaltung [sic] in Bierces Short Story nicht denkbar.“ (Durzak meint hier die Simultanitätsgestaltung, d. h. die literarische Gestaltung einer Gleichzeitigkeit.)

## Sonstiges

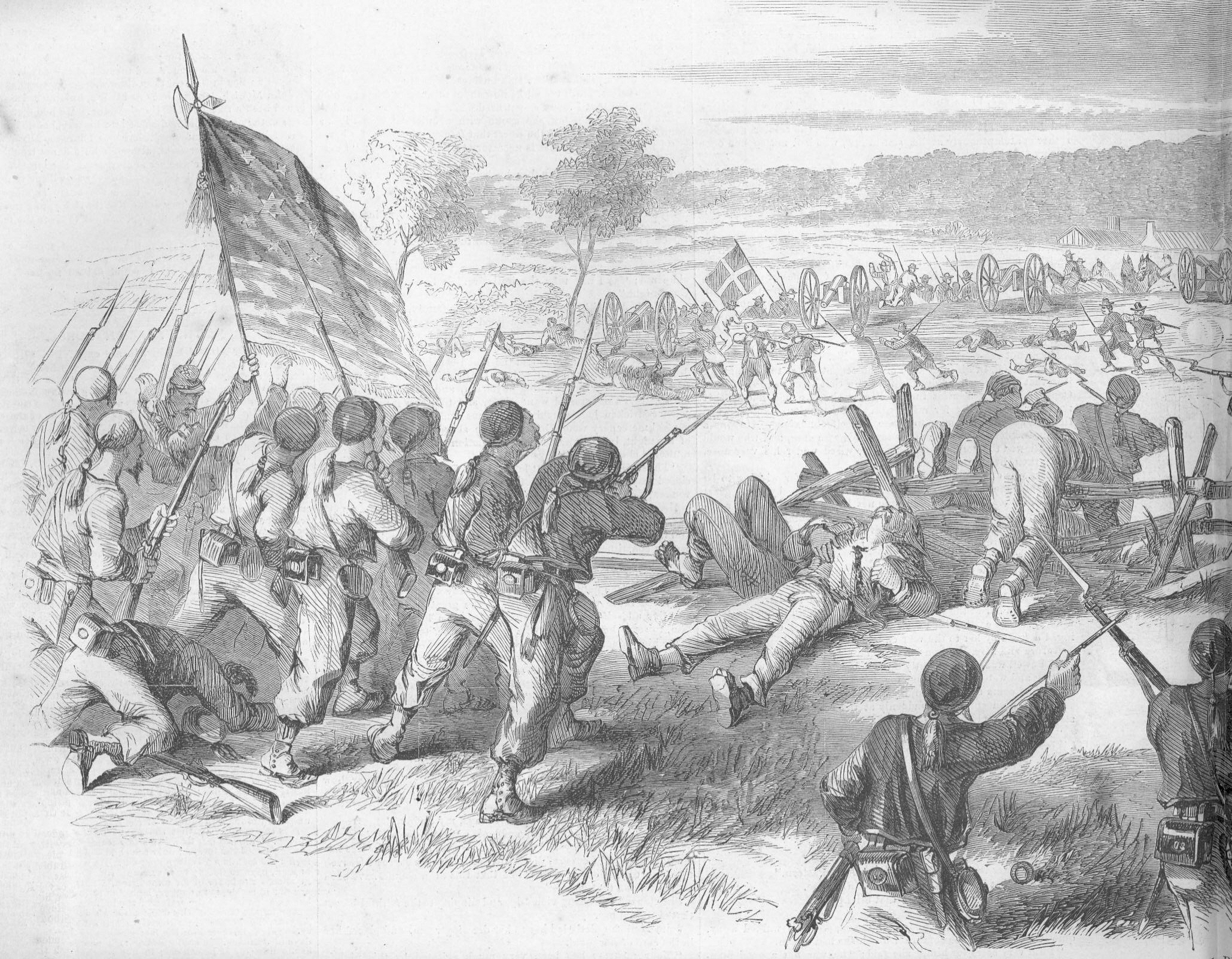
Amerikanischer Sezessionskrieg. Antietam Creek Oktober 1862. Illustration von Frank Leslie. © U.S. Army

Ambrose Bierce meldete sich nach dem Besuch einer Militärschule bei Ausbruch des Bürgerkriegs als Freiwilliger in der Nordstaaten-Armee. Nach seinem Ausscheiden aus dem Militärdienst arbeitete er in San Francisco als freier Mitarbeiter an Zeitungen. Wie Mark Twain und Bret Harte, die mit ihrer neuen „westlichen“ Literatur vor allem in England zu Ruhm und Ansehen gelangten, versuchte auch Ambrose Bierce dort sein Glück, allerdings ohne Erfolg. So kehrte er nach Amerika zurück, wo er sich wieder als Journalist und Kolumnist betätigte.
Der Krieg blieb bis an sein Lebensende das wichtigste Thema seines literarischen wie auch journalistischen Schaffens. Auch sein mysteriöser Tod steht damit im Zusammenhang: Bierce ist 1914 in Mexiko verschollen, wo er als Berichterstatter über kriegerische Auseinandersetzungen mit Aufständischen berichten sollte.
Mit der Thematik des Todes durch Erhängen war Bierce durchaus vertraut. Nicht nur als Kriegsveteran, sondern auch in seiner Funktion als Journalist und Berichterstatter beobachtete er selber die Vollstreckung zahlreicher Todesurteile durch Erhängen und setzte sich damit mehrfach kritisch in seiner Kolumne „Prattle“ auseinander, die er wöchentlich von 1877 bis 1906 publizierte.
In polemischen Artikeln und Kolumnen beschäftigte Bierce sich darüber hinaus mit sozialkritischen Themen und rügte Laster und Korruption im frühkapitalistischen Amerika. Dabei brachte er eine desillusionierte und zynische Haltung zum Ausdruck, die in einer tiefen kulturpessimistischen Ablehnung der amerikanischen Gesellschaft nach dem Bürgerkrieg begründet liegt.

## Adaptionen
An Occurrence at Owl Creek Bridge lieferte die Vorlage für mehrere Filmadaptionen.
1959 verfilmte Robert Stevenson die Erzählung unter dem gleichnamigen Titel innerhalb der Reihe Alfred Hitchcock Presents für das US-amerikanische Fernsehen mit Ronald Howard in der Hauptrolle. Unter dem Titel La rivière du hibou folgte 1962 eine 28-minütige französischsprachige Filmversion mit Roger Jacquet als Peyton Farquhar unter der Regie von Robert Enrico. Robert Enrico produzierte anschließend 1964 eine weitere 25-minütige Fernsehfassung auf Englisch unter dem Titel The Twilight Zone · “An Occurrence at Owl Creek Bridge” wiederum mit Roger Jacquet in der Rolle des Peyton Farquhar. Ebenso schrieb Brian James Egen 2005 auf Grundlage von Bierces Kurzgeschichte ein Drehbuch für eine längere 51-minütige Filmversion unter dem Originaltitel An Occurrence at Owl Creek Bridge mit Bradley Egen in der Hauptrolle und Brian James Egen als Regisseur. Der 84-minütige Film Tanz der toten Seelen (Originaltitel: Carnival of Souls) aus dem Jahre 1962 ist in seinem Handlungsverlauf angelehnt an die Kurzgeschichte von Bierce. Motivisch basiert auch der 10-minütige BAFTA preisgekrönte Kurzfilm Owl Creek Bridge des Regisseurs John Giwa-Amu aus dem Jahre 2007 auf der Kurzgeschichte von Bierce. In dieser Filmfassung werden die letzten Tage von Khalid gezeigt, der von einer Bande rassistischer Jugendlicher an einer alten Holzbrücke aufgehängt wird.
Das „twist ending“ von An Occurrence at Owl Creek Bridge diente ebenfalls als literarische Vorlage für den 1999 angelaufenen Film The Sixth Sense.
Des Weiteren wurden verschiedene Audioversionen von An Occurrence at Owl Creek Bridge produziert. Der amerikanische Rundfunksender CBS strahlte erstmals 1947 in seinem Programm escape eine von William N. Robson bearbeitete Hörfunkfassung der Erzählung aus. Darüber hinaus sendete auch National Public Radio im Rahmen seiner bekannten Serie radio tales eine vertonte Version unter dem Titel Owl Creek Bridge: An adaptation of ‘An Occurrence at Owl Creek Bridge’ by Ambrose Bierce.
Im deutschsprachigen Raum wurde erstmals 2009 unter dem Titel Ein Vorfall an der Owl-Creek-Brücke ein Audiobuch als Tonkassette mit Günther Sauer und Wolfgang Reichmann als Sprechern produziert. 2005 folgte eine Vertonung unter dem Titel Zwischenfall auf der Eulenfluss-Brücke, gelesen von Sven Görtz mit der Symphonie Nr. 9 in E-Moll Aus der neuen Welt von Antonín Dvořák als beigefügtem Werk.